# Everything Changes (singolo Take That)
Everything Changes è il quinto singolo dei Take That estratto dal loro secondo album Everything Changes, quarto singolo consecutivo del gruppo a raggiungere la prima posizione della classifica inglese. Il brano è scritto da Gary Barlow e cantato da Robbie Williams.

## Tracce
Singolo CD 1 Regno Unito
1. Everything Changes – 3:35
2. Relight My Fire (Live at Wembley Arena) – 8:07

Singolo CD 2 Regno Unito
1. Everything Changes – 3:33
2. Beatles Medley (I Want to Hold Your Hand/A Hard Day's Night/She Loves You) – 3:39
3. Everything Changes (Nigel Lowis Remix) – 3:13
4. Everything Changes (Extended Version) – 6:31

Singolo maxi CD Regno Unito (Cardboard Edition)
1. Everything Changes (Nigel Lowis Remix) – 3:13
2. Interview – 12:56
3. Relight My Fire (Live at Wembley Arena) – 8:07

Singolo maxi CD Europa
1. Everything Changes – 3:33
2. Beatles Medley (I Want to Hold Your Hand/A Hard Day's Night/She Loves You) – 3:39
3. Everything Changes (Nigel Lowis Remix) – 3:13
4. Interview – 4:26